# Juan Bautista Pastene

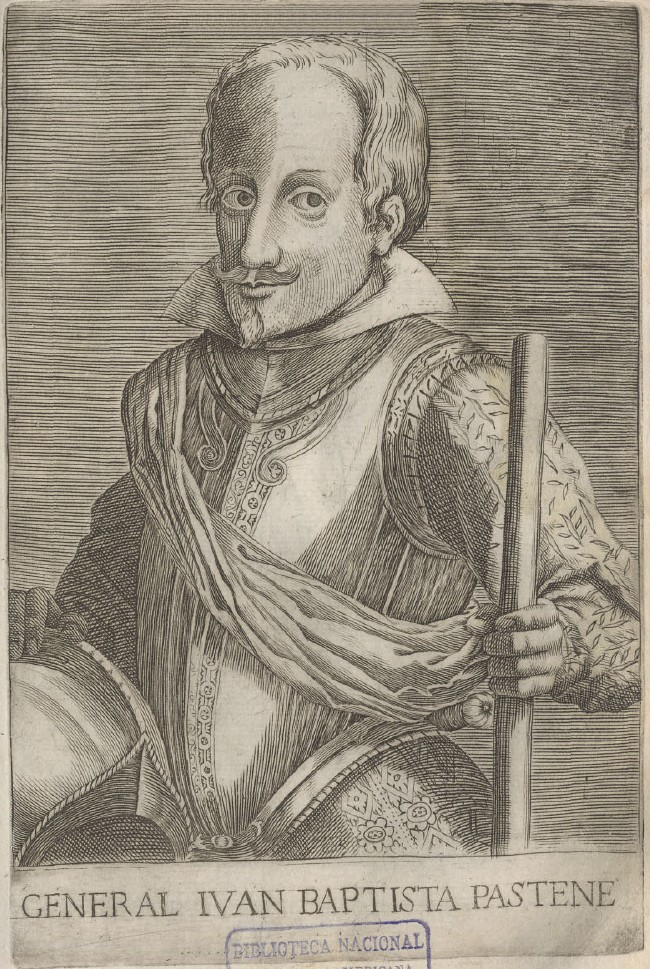
Juan Bautista Pastene

Juan Bautista Pastene (1507–1580) foi um explorador marítimo genovês que, enquanto a serviço da coroa espanhola, explorou as costas do Panamá, Colômbia, Equador, Peru e Chile até o arquipélago de Chiloé.

## Início da vida
Juan Bautista Pastene nasceu em Génova. Seus pais eram Thomas e Esmeralda Solimana Pastene. Casou-se com Genebra Seixas, com quem teve três filhos. Chegou a Honduras em 1526, viajando em seu próprio navio. Ele então veio para o Peru em 1536 para servir a Francisco Pizarro. Em 1544, e foi piloto e mestre da nave Concepción.
Participou ativamente em muitas explorações marítimas, o que o levou a ser nomeado pela Audiência do Panamá como piloto prefeito do Mar del Sur (o nome espanhol do Oceano Pacífico na época)

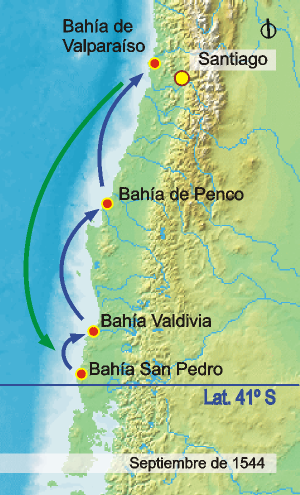
Mapa mostrando a expedição de setembro de 1544 liderada por Pastene.

## Chile
O rei Carlos V ordenou a exploração do sul do Chile. Esta tarefa foi dada pelo vice-rei do Peru a Pastene, em 1543, pelo qual recebeu o título de general de la Mar del Sur.
Em 1544 Pedro de Valdivia encarregou Pastene de explorar as costas do sul, ordenando-lhe que chegasse ao Estreito de Magalhães. Embora não tenha alcançado esse objetivo, explorou grande parte da costa. Ele foi o primeiro a chegar à Baía de Concepción, em 18 de setembro, no navio "San Pedro", e tomou posse dela.
Em 1545 Pastene foi ao Peru em busca de ajuda para os novos assentamentos no Chile, retornando em 1547. Fez outras viagens em apoio à colônia em dificuldades.
Em 1550, Pastene apoiou a campanha de Valdivia em território mapuche, na atual região de Biobío, ligando-se à expedição terrestre dos conquistadores em Penco com seus dois navios em 23 de fevereiro de 1550. Lá ele esteve presente na fundação de Concepción. Ele pegou um navio para adquirir provisões em uma ilha ao largo, onde sete de sua tripulação foram mortos pelos ilhéus.
Durante o governo de García Hurtado de Mendoza, Juan Bautista Pastene fez um reconhecimento naval pela costa até Chiloé. Ele também ocupou o cargo de regidor da cidade de Santiago, Chile em 1548, 1551, 1553, 1557 e 1568, e foi prefeito em 1564. Ele também foi o primeiro governador de Valparaíso. Ele morreu em 1580 em Santiago, Chile.